# La frontera (película)
La frontera es una película hispano-chilena del director chileno Ricardo Larraín, estrenada en 1991 y protagonizada por Patricio Contreras y Gloria Laso.

## Sinopsis
Durante los últimos años de dictadura militar en Chile, Ramiro Orellana es condenado a relegamiento, un exilio dentro de su propio país. Llega a la zona de La Frontera, límite histórico entre los mapuches y la colonización española. Ramiro descubrirá una nueva dimensión de la vida, que lo hará atravesar sus propias fronteras interiores...

## Reparto
- Patricio Contreras como Ramiro Orellana.
- Gloria Laso como Maite.
- Alonso Venegas como Delegado.
- Sergio Schmied como Secretario.
- Aldo Bernales como Buzo.
- Héctor Noguera como Padre Patricio.
- Patricio Bunster como Don Ignacio.
- Aníbal Reyna como Detective robusto.
- Sergio Hernández como Detective delgado.
- Elsa Poblete como Laura.
- Sergio Madrid como Gutiérrez.
- Joaquín Velasco como Hernán.
- Griselda Núñez como Sra. Hilda.
- Raqual Curilem como Dueño del Bar.

## Premios
- Premio Goya (1991) - Mejor película extranjera de habla hispana